# Alterode
Alterode er en kommune i landkreis Mansfeld-Südharz i den tyske delstat Sachsen-Anhalt.
Alterode ligger i den østlige udkant af Harzen ca. 10 km nordvest for Hettstedt.
Kommunen hnører under Verwaltungsgemeinschaft Wipper-Eine som har administrationsby i Quenstedt.
ɽ